# Posthoorn (Oldebroek)
Posthoorn is een buurtschap in de Nederlandse gemeente Oldebroek, gelegen in de provincie Gelderland. Het ligt 3 kilometer ten noordoosten van Oosterwolde, in de buurt van twee andere buurtschappen -Trutjeshoek en Zuideinde- aan de Zwarte weg.
Dorpen: Hattemerbroek · Kerkdorp · 't Loo · Noordeinde · Oldebroek · Oosterwolde · Wezep

Buurtschappen: Bovenveen · Duinkerken · Eekt · Mullegen · Posthoorn · Trutjeshoek · Voskuil · Zuideinde (deels)

Gelderland: Steden en dorpen in Gelderland      Nederland: Provincies · Gemeenten